# Bohos Bedros XII Sabbagian
Bohos Bedros XII Sabbagian (orm. Պօղոս Պետրոս ԺԲ. Սապպաղեան) (ur. 12 lutego 1836 w Aleppo, zm. w sierpniu 1915)) – ormiański duchowny katolicki, biskup Aleksandrii w latach 1901–1904, 12. patriarcha Kościoła katolickiego obrządku ormiańskiego w latach 1904–1910
W 1875 roku przyjął święcenia kapłańskie. 28 sierpnia 1901 roku został biskupem Iskanderyi. Sakrę przyjął 21 listopada tegoż roku. 4 sierpnia 1904 roku został wybrany patriarchą Kościoła ormiańskokatolickiego. 14 listopada 1904 został uznany przez papieża. Funkcję patriarchy pełnił do swojej rezygnacji w kwietniu 1910 roku. Zmarł w 1915.